# Escuela de Verano de Introducción a la Investigación Antártica

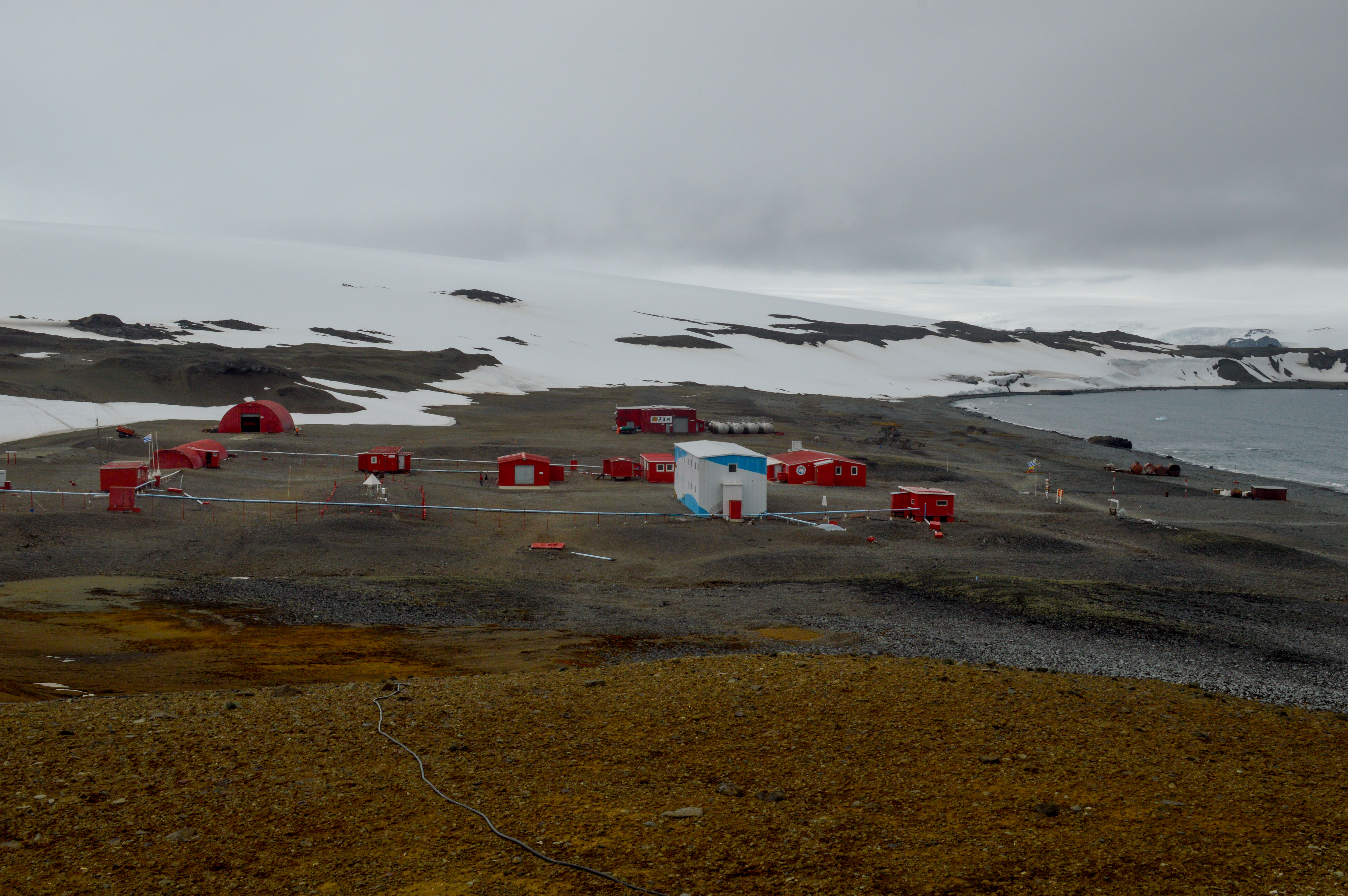
Tercera expedición de la EVIIA Base Científica Antártica Artigas, península Fildes, isla Rey Jorge en las islas Shetland del Sur.

Isla rey Jorge

La Escuela de Verano de Introducción a la Investigación Antártica (EVIIA) es  para estudiantes de grado, organizada por la Facultad de Ciencias de la Universidad de la República (UdelaR) de Montevideo en Uruguay, con apoyo del Instituto Antártico Uruguayo (IAU). Esta escuela de verano intensiva, pública y sin fines de lucro, es dictada en la Base Científica Antártica Artigas (BCAA)62°11′05″S 58°54′12″O / -62.18472, -58.90333 ubicada en la isla Rey Jorge del archipiélago de las Shetland del Sur en la Antártida.
Los estudiantes de grado, realizan proyectos de investigación enmarcados en líneas de trabajo en curso en temas antárticos.
Las expediciones han generado nuevas pasantías estudiantiles, trabajos científicos ya publicados en revistas indexadas y numerosas comunicaciones en congresos.

## Historia
La iniciativa surgió en la Facultad de Ciencias de la UdelaR en 2013, con el objetivo de motivar el interés de estudiantes de grado universitario por la ciencia antártica, así como promover su formación en esta área. 
| Expedición | integrantes | docentes | estudiantes de:                                                      |
| 2014       | 24          | 8        | biología, bioquímica, recursos naturales, biología humana y geología |
| 2016       | 24          | 8        | biología, biología humana, bioquímica y geología                     |
| 2019       | 22          | 6        | ciencias biológicas, bioquímica y geología                           |
| 2024       | ?           | ?        | Llamado a inscripción (EVIIA4) 6-16 de marzo de 2024.                |

Desde sus comienzos y hasta la actualidad, la escuela se encuentra dirigida por el exdecano de la Facultad de Ciencias, Juan Cristina.
A 2019 la EVIIA es la única experiencia educativa de pregrado dictada en la Antártida a nivel mundial.[cita requerida]
Durante la expedición de 2019 se montó el primer laboratorio de biología molecular, lo que permitió realizar análisis moleculares in situ por primera vez en la historia de la Base Científica Antártica Artigas BCAA.

## Actividades de la escuela
La EVIIA se dicta durante el verano antártico, donde alumnos y profesores viajan por aproximadamente diez días a la Base Artigas para realizar actividades teóricas y prácticas. Los estudiantes universitarios se organizan en diferentes módulos temáticos que varían en cada edición, y que se enmarcan en líneas de investigación antárticas permanentes de Facultad de Ciencias. Cada módulo está coordinado por uno o dos docentes que supervisan a un grupo reducido de estudiantes que llevan a cabo un proyecto científico relacionado con el tema del módulo.
La escuela comienza en Montevideo, en donde se realizan todas las actividades preparatorias tanto logísticas como académicas. Durante la estadía en la Antártida, las tareas se centran en el trabajo de campo, donde se colectan muestras y recaba información. Así mismo, se trabaja en el laboratorio en el análisis de muestras y se realizan ciclos de seminarios donde se presentan y discuten los resultados con los participantes de la escuela y los habitantes de la base. Además, se realizan visitas a otras bases científicas donde los estudiantes enriquecen la experiencia a través del intercambio con investigadores de otros países que desarrollan sus proyectos en la Antártida. Esta comunicación fortalece los vínculos y posibilitan cooperaciones científicas entre naciones que comparten la vecindad en la península Fildes.
Por último, otra vez en Montevideo, los estudiantes completan el procesamiento de los resultados y elaboran un informe escrito y una presentación general de las actividades realizadas.

## Módulos de investigación

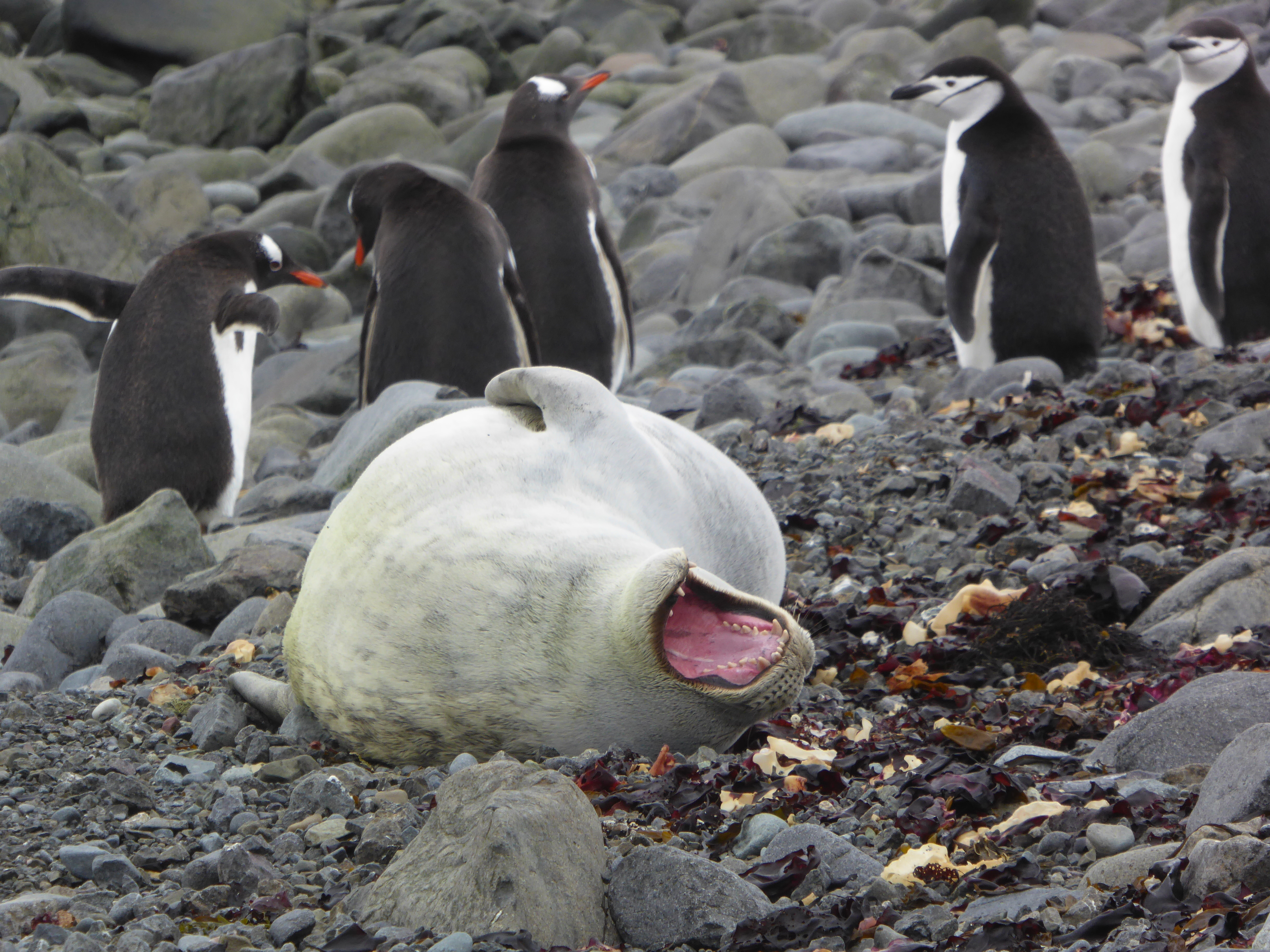
Se observa una foca de weddell tendida junto a ejemplares de pingüino papúa (a la izquierda) y pingüinos barbijo a la derecha. Tercera edición de la EVIIA en la península Fildes.

Los módulos abarcan tópicos relacionados con líneas de investigación científica que se desarrollan en la UdelaR, y aportan a proyectos científicos que se encuentran en marcha.

### Bioquímica de microorganismos antárticos
Este módulo abarca tanto el estudio de bacterias, como de virus presentes en la Antártida. Por un lado se busca investigar la diversidad viral presente en aves antárticas de la zona, para lo que se colectan muestras de forma no invasiva a partir de fecas frescas de pingüinos y skúas, o de tejidos obtenidos mediante necropsia. Por el otro, se analizan muestras de suelo y hielo antártico utilizando una aproximación metagenómica, en busca de bacterias que posean enzimas con potenciales usos biotecnológicos.

### Ecosistemas antárticos
En este módulo se abordan aspectos vinculados al origen, patrones de circulación y dinámica de nutrientes, e interacciones de los sistemas acuáticos con los ecosistemas terrestres circundantes. El trabajo se realiza en diversos cuerpos de agua (lótico y lénticos) localizados en las proximidades del domo Bellingshausen, lago Uruguay y del área costera adyacente a la BCAA.

### Invertebrados polares
En este módulo se trabaja sobre distintos ejes temáticos: por un lado se ha investigado la presencia de bioinvasores en la Antártida, lo que incluye el monitoreo del mosquito invasor Trichocera maculipennis en la BCAA y sus inmediaciones. Otro eje temático ha sido la investigación de invertebrados marinos, evaluando la utilidad del molusco Nacella concinna como bioindicador.

También se han estudiado especies de macroalgas y la fauna de macro invertebrados asociados a ellas, colectados en la península Fildes.

### Ritmos circadianos humanos en la Antártida
Muestra a la Antártida como un "laboratorio natural" que, por su ubicación geográfica, posee fotoperíodos extremos. Estudia el efecto del fotoperíodo sobre el sistema circadiano de personas que se someten a un cambio brusco de fotoperíodo y en las personas que residen durante un año completo en la BCAA y están expuestas a las condiciones de luz extremas de verano e invierno. Para ello se consideran el mediador fisiológico (Dim Light Melatonin Onset, DLMO) y mediadores comportamentales (niveles de actividad y calidad de sueño), y se evalúan las preferencias circadianas (cronotipo) y diversos parámetros de bienestar.

## Selección de expedicionarios
Desde 2014 se han realizado tres expediciones de la escuela. La primera se llevó a cabo del 4 al 14 de febrero de 2014. En la misma participaron 8 docentes y 16 estudiantes de las licenciaturas biología, bioquímica, recursos naturales, biología humana y geología.
La segunda EVIIA se realizó del 17 al 28 de enero de 2016, y participó un grupo de 8 docentes y 16 estudiantes de las licenciaturas de biología, biología humana, bioquímica y geología.
La tercera edición se realizó del 10 al 22 de enero de 2019 con la participación de 16 estudiantes y 6 profesores. Cabe destacar que durante esta EVIIA se montó el primer laboratorio de biología molecular en la BCAA. Este permitió realizar los análisis moleculares in situ por primera vez en la historia de la base, aportando tanto a este trabajo como a futuros proyectos.

El proceso de selección de los estudiantes ha ido variando a lo largo de las distintas ediciones. En la primera edición se realizó un llamado abierto a estudiantes de la Facultad de Ciencias de la Universidad de la República y los participantes fueron seleccionados a partir de entrevistas personales con los docentes de la escuela.
En la segunda y tercera expedición, al proceso de selección se le adicionó un curso, que los estudiantes debían aprobar para poder postular a la escuela. El curso  Introducción a la Investigación Antártica fue dictado para estudiantes de la Facultad de Ciencias, incluyendo temas de historia y política antártica, biología y ciencia antártica.

## Impacto de las EVIIA
La EVIIA es una de las pocas escuelas de verano dictadas en la Antártida y, hasta el momento, la única exclusiva para estudiantes de pregrado. El proyecto fue presentado ante el SCAR (Comité Científico para la Investigación en la Antártida) por el entonces rector Juan Cristina, siendo la escuela reconocida como una experiencia innovadora en la enseñanza universitaria y especialmente en ciencia antártica (SCAR 2014).
Las experiencias de los estudiantes, así como los proyectos que realizaron, han sido difundidos a través de numerosas entrevistas en medios televisivos y radiales, y cerca de treinta columnas en prensa escrita de Uruguay.

La realización de las escuelas permitió generar una serie de productos académicos, (algunos de ellos no considerados inicialmente como un objetivo principal), gracias al volumen de información obtenido en el transcurso de los talleres. Así, a partir de las escuelas antárticas se implementaron tres pasantías estudiantiles, se elaboraron siete trabajos científicos, tres de ellos ya publicados en revistas indexadas y dos sometidos, y nueve comunicaciones en congresos con la participación en tres mesas temáticas. También se escribieron dos artículos de investigación y se crearon dos nuevos proyectos de investigación, que fueron esenciales para consolidar una nueva línea de trabajo en cronobiología.

## Impacto de la escuela sobre los estudiantes

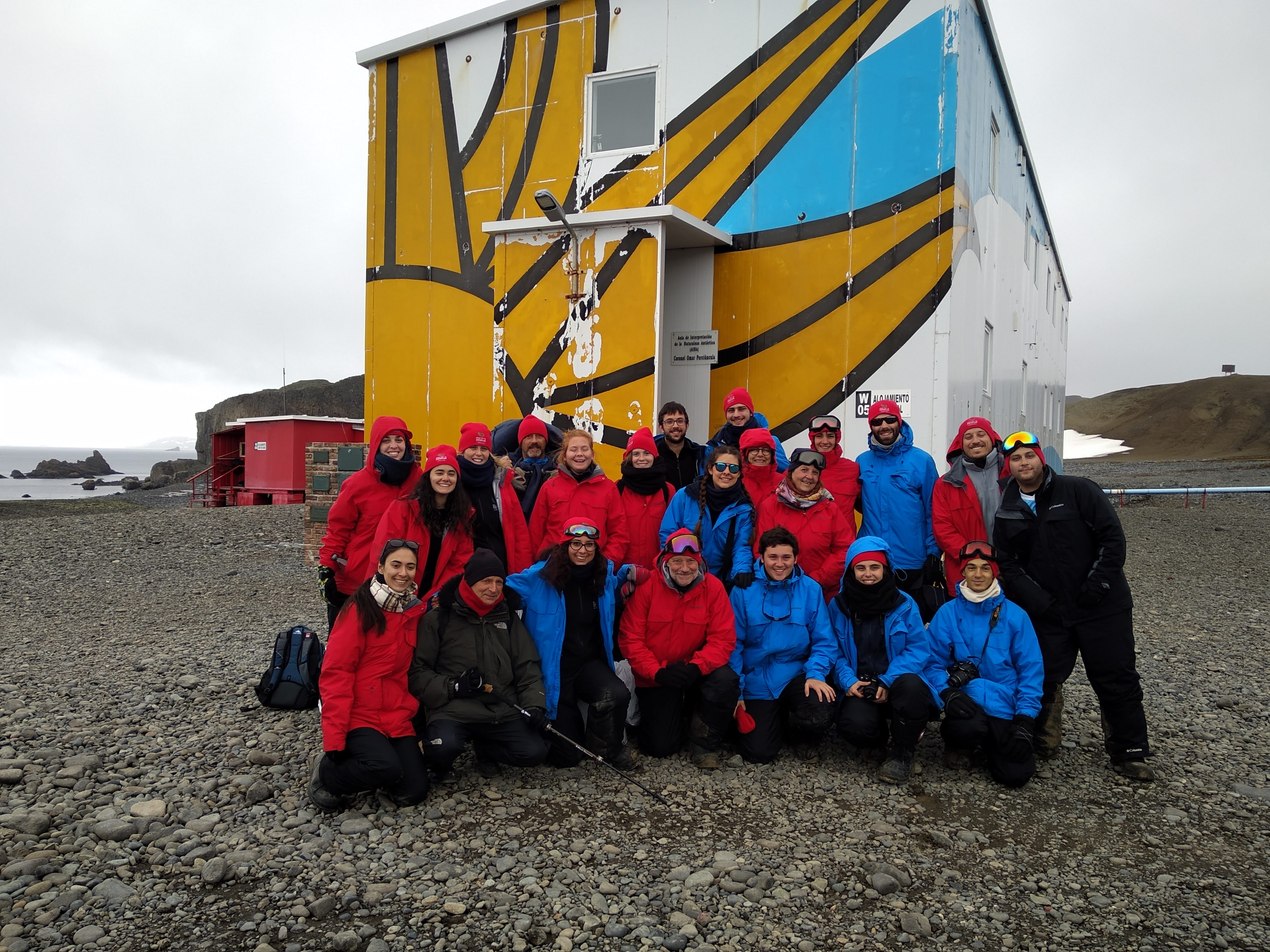
Docentes y estudiantes de la tercera edición de la EVIIA en la Base Artigas.

Esta iniciativa multidisciplinaria, ha demostrado ser un ámbito para desarrollar una experiencia de enseñanza integradora, donde el desafío académico motiva a los estudiantes y docentes a trabajar en forma colaborativa, sostenida e intensa, con compromiso y resultados; a la vez de ser una instancia para promover y acercar la investigación científica antártica a futuros investigadores, como una opción de profundización y desarrollo académico y profesional.

La colaboración interinstitucional entre la Facultad de Ciencias y el Instituto Antártico Uruguayo genera una sinergia que ha permitido potenciar y diversificar la implementación de las líneas de investigación que esta institución está impulsando.